# 미카 키프루소프
미카 사카리 키프루소프(핀란드어: Miikka Sakari Kiprusoff, 핀란드어 발음: [ˈmiːkːɑ ˈsɑkɑri ˈkiprusofː], 1976년 10월 26일~)는 핀란드의 전직 아이스하키 선수로 포지션은 골텐더이다. 선수 시절에 내셔널 하키 리그(NHL)의 산호세 샤크스와 캘거리 플레임스에서 활동했으며 NHL에서 활동하기 전에는 핀란드 SM 리가의 TPS 투르쿠와 스웨덴 엘리테세리엔의 AIK IF에서 뛰었다.
1994년부터 TPS의 선수로 프로 아이스하키 선수 생활을 시작했으며, 1999년 SM 리가 우승을 차지하며, 최고의 골텐더와 플레이오프 최고의 선수로 선정되었다. 이미 1995년 NHL 드래프트를 통해 NHL의 선택을 받은 그는 1999년에 자신을 지명한 산호세 샤크스에 입단하여 NHL 입성을 이뤘다. 그는 팀의 백업 골리로 활동했으며, 아메리칸 하키 리그(AHL)에 임대되어 올스타에 2번 선정되기도 하였다. 2003-04 시즌에 트레이드 형식으로 캘거리 플레임스로 이적한 그는 2004년 스탠리 컵 결승에 진출에 기여하면서 평균 대비 최소 허용 골(GAA) 기록 1.69점을 기록하며 NHL 시즌 기록을 세웠다. 그는 리그에서 가장 적은 실점을 한 골텐더에게 주는 윌리엄 M. 제닝스 트로피와 리그 최고 골텐더에게 주는 베지나 트로피를 받았다. 그는 2007년에 첫 NHL 올스타전에 참가했고, 캘거리 플레임스 역사상 최다 무실점 기록을 세웠다.
핀란드 국가대표팀 선수로 활동하여, 1999년과 2001년 세계 선수권 대회에서 은메달을 획득했으며, 2004년 아이스하키 월드컵에서 준우승을 차지했다. 이후 2010년 동계 올림픽에서도 핀란드 대표팀이 동메달을 획득하는 데에 기여하였다.

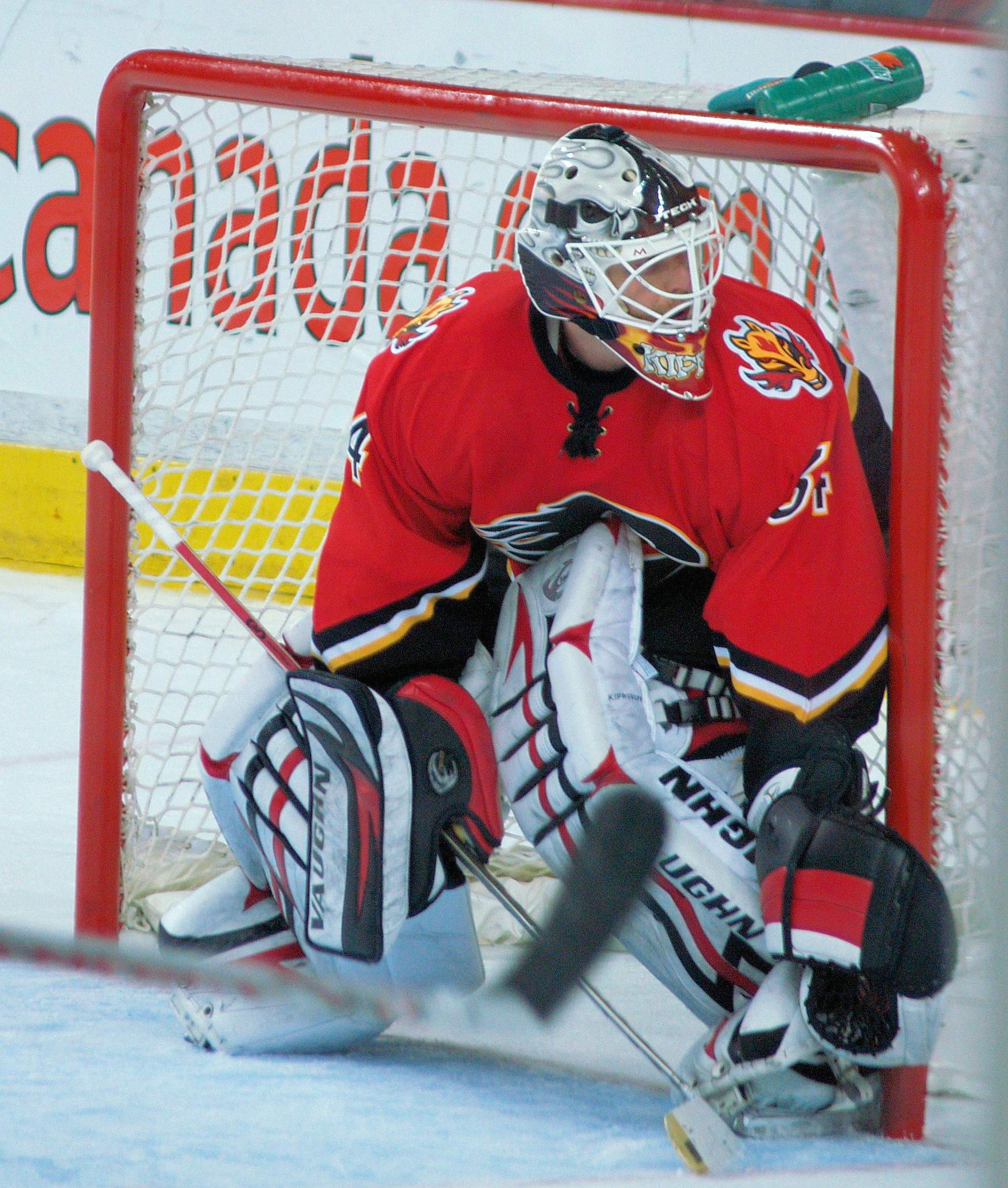
2007년 4월 캘거리 플레임스 대 디트로이트 레드윙스 경기 당시의 키프루소프

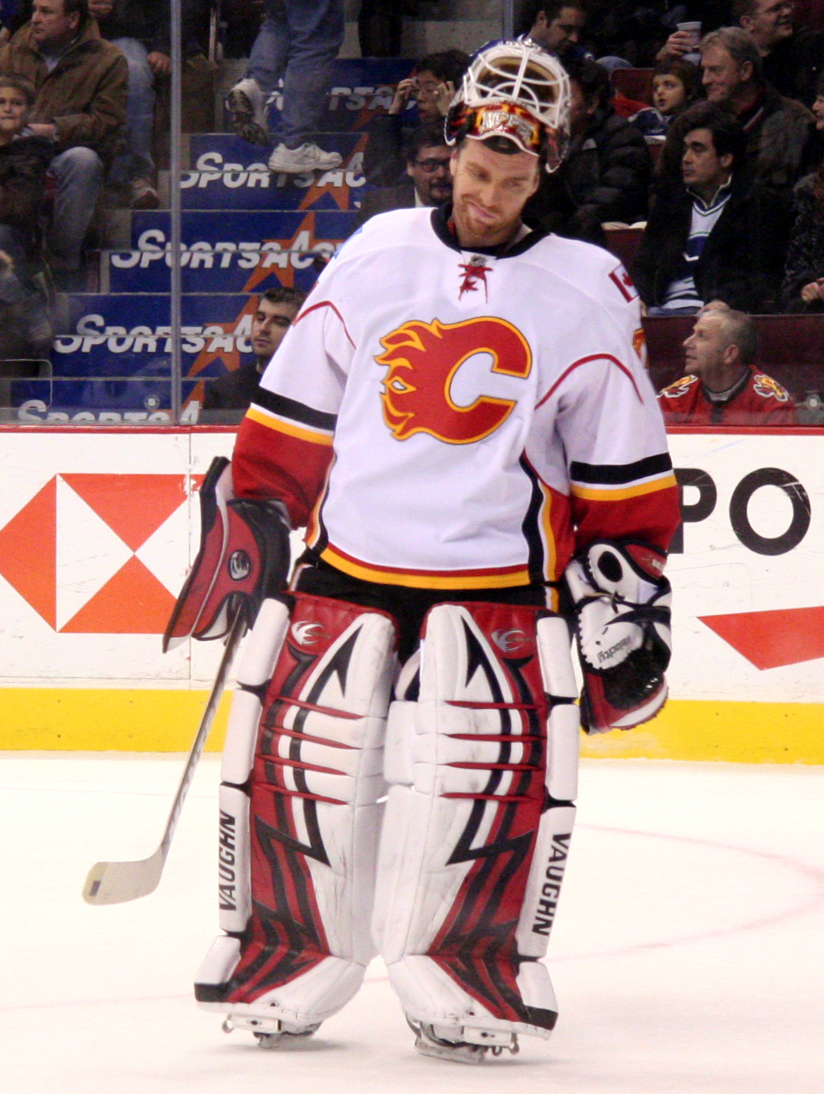
2007년 12월 캘거리 플레임스 대 밴쿠버 커넉스 경기 당시의 키프루소프

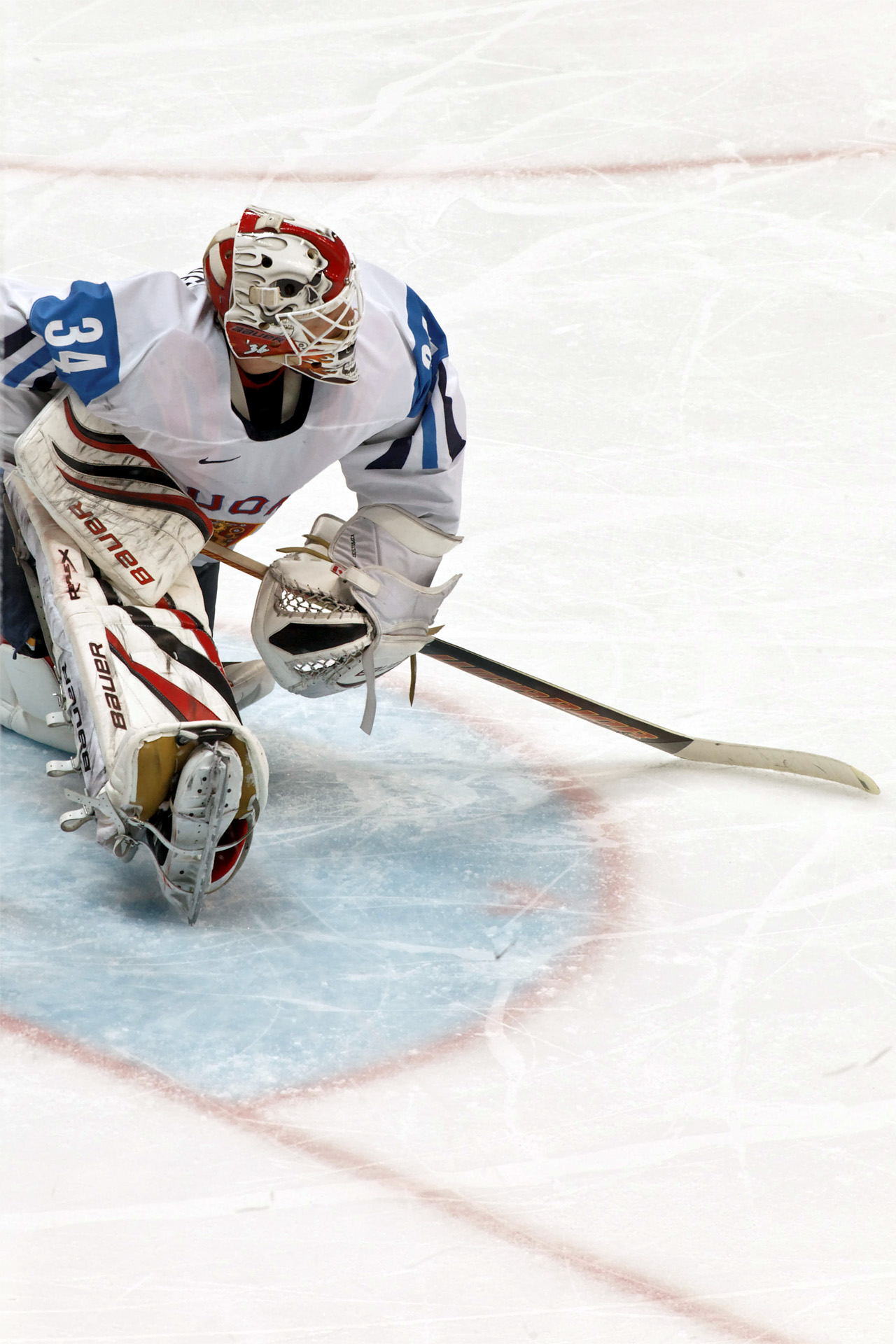
2010년 동계 올림픽 핀란드 대 슬로바키아의 동메달 결정전 당시의 키프루소프